# 迪亚娜·德·普瓦捷
迪亚娜·德·普瓦捷 （法語：Diane de Poitiers，1499年9月3日 – 1566年4月25日），是法國國王弗朗索瓦一世和其子亨利二世在位期間的一位宮廷女性貴族，是亨利二世的「首席情婦」。

## 生平
迪亚娜·德·普瓦捷成為亨利二世的「首席情婦」後，曾公開和亨利一起行使政治權力，權傾朝野。亨利把華麗的舍農索城堡送給她居住，舍農索被黛安整修得更加富麗堂皇，被譽為「盧瓦河畔的文藝復興珠寶」。
亨利二世在与苏格兰卫队长蒙哥马利（Gabriel, comte de Montgomery）的比武中受傷死亡，黛安遂失勢。这場比武，法王的長矛繫有黛安的彩帶，而不是王后的。亨利死後，王后凱薩琳把黛安趕出舍農索城堡，自己入住舍農索並將其打造為法國權力與時尚的中心，而黛安被短暫轉移到肖蒙城堡，之後她在遠離世俗中度過舒適的餘生。

## 備註
1. ↑  .   [2013-02-18]. （原始内容存档于2020-02-05）.

## 外部連結
- French king's mistress poisoned by gold elixir （页面存档备份，存于）
- A comprehensive web site about Diane de  Poitiers, written by one of her descendants （页面存档备份，存于）